# Яблонка (Опольське воєводство)
Яблонка (пол. Jabłonka, нім. Klemstein) — село в Польщі, у гміні Браниці Ґлубчицького повіту Опольського воєводства.
Населення — 61 особа (2011).

## Демографія
Демографічна структура станом на 31 березня 2011 року:
|          | Загалом | Допрацездатний вік | Працездатний вік | Постпрацездатний вік |
| -------- | ------- | ------------------ | ---------------- | -------------------- |
| Чоловіки | 34      | 11                 | 21               | 2                    |
| Жінки    | 27      | 3                  | 18               | 6                    |
| Разом    | 61      | 14                 | 39               | 8                    |